# Inhuman
Inhuman — серия комиксов, которую в 2014—2015 годах издавала компания Marvel Comics.

## Синопсис
После падения города Нелюдей, туман Терриген распространился и превратил множество обыкновенных людей в представителей сверхрасы.

### Выпуски
| №  | Название                 | Дата выхода      | Оценка на Comic Book Roundup    | Предполагаемый объём продаж (первый месяц) |
| -- | ------------------------ | ---------------- | ------------------------------- | ------------------------------------------ |
| 1  | Genesis                  | 2 апреля 2014    | 6,6 из 10 на основе 23 рецензий | 58 309, позиция в Северной Америке — 18    |
| 2  | The Queen in the Sky     | 28 мая 2014      | 7,5 из 10 на основе 17 рецензий | 41 810, позиция в Северной Америке — 45    |
| 3  | They Fall                | 13 августа 2014  | 7,4 из 10 на основе 8 рецензий  | 37 159, позиция в Северной Америке — 51    |
| 4  | A Thunder God In Attilan | 27 августа 2014  | 6,7 из 10 на основе 9 рецензий  | 34 215, позиция в Северной Америке — 63    |
| 5  | Empty Throne             | 10 сентября 2014 | 8,4 из 10 на основе 4 рецензий  | 32 719, позиция в Северной Америке — 92    |
| 6  | Trial by Fire            | 24 сентября 2014 | 7,7 из 10 на основе 2 рецензий  | 30 761, позиция в Северной Америке — 96    |
| 7  | Out of the Darkness      | 29 октября 2014  | 8,2 из 10 на основе 6 рецензий  | 29 903, позиция в Северной Америке — 99    |
| 8  | Comes the Light          | 19 ноября 2014   | 8,2 из 10 на основе 4 рецензий  | 50 766, позиция в Северной Америке — 29    |
| 9  | Ennilux                  | 3 декабря 2014   | 6,9 из 10 на основе 8 рецензий  | 25 962, позиция в Северной Америке — 97    |
| 10 | The Dark Queen           | 17 декабря 2014  | 7,7 из 10 на основе 7 рецензий  | 25 445, позиция в Северной Америке — 102   |
| 11 | Escapes                  | 28 января 2015   | 8 из 10 на основе 5 рецензий    | 24 410, позиция в Северной Америке — 89    |
| 12 | Disunion                 | 25 февраля 2015  | 7,3 из 10 на основе 6 рецензий  | 24 689, позиция в Северной Америке — 86    |
| 13 | Lineage                  | 25 марта 2015    | 7,6 из 10 на основе 5 рецензий  | 25 510, позиция в Северной Америке — 95    |
| 14 | Linkages                 | 29 апреля 2015   | 8,4 из 10 на основе 1 рецензии  | 26 164, позиция в Северной Америке — 116   |

### Ваншоты
| Название           | Дата выхода    | Оценка на Comic Book Roundup   | Предполагаемый объём продаж (первый месяц) |
| ------------------ | -------------- | ------------------------------ | ------------------------------------------ |
| Inhuman Special #1 | 22 апреля 2015 | 5,7 из 10 на основе 3 рецензий | 27 234, позиция в Северной Америке — 108   |

### Ежегодники
| Название          | Дата выхода | Оценка на Comic Book Roundup   | Предполагаемый объём продаж (первый месяц) |
| ----------------- | ----------- | ------------------------------ | ------------------------------------------ |
| Inhuman Annual #1 | 6 мая 2015  | 8,1 из 10 на основе 4 рецензий | 26 411, позиция в Северной Америке — 93    |

### Сборники
| Название                | Тип              | Дата выхода    | Собранный материал                                 | Кол-во страниц | ISBN                       | Предполагаемый объём продаж (первый месяц) |
| ----------------------- | ---------------- | -------------- | -------------------------------------------------- | -------------- | -------------------------- | ------------------------------------------ |
| Inhuman Vol. 1: Genesis | Мягкая обложка   | 26 ноября 2014 | Inhuman #1-6                                       | 136            | 978-0785185772, 0785185771 | 2 272, позиция в Северной Америке — 44     |
| Inhuman Vol. 2: Axis    | Мягкая обложка   | 25 марта 2015  | Inhuman #7-12                                      | 112            | 978-0785187806, 0785187804 | 1 777, позиция в Северной Америке — 48     |
| Inhuman Vol. 3: Lineage | Мягкая обложка   | 29 июля 2015   | Inhuman #12-14; Inhuman Annual #1                  | 104            | 978-0785198048, 0785198040 | 1 714, позиция в Северной Америке — 63     |
| Inhuman                 | Твёрдый переплёт | 15 марта 2016  | Inhuman #1-14; Inhuman Annual #1; Original Sins #3 | 352            | 978-0785195573, 0785195572 | 1 002, позиция в Северной Америке — 144    |

## Отзывы
На сайте Comic Book Roundup серия имеет оценку 7,6 из 10 на основе 105 рецензий. Джесс Шедин из IGN дал первому выпуску 6,3 балла из 10 и разочаровался в «таком медленном и тихом начале». Миган Дамор из Comic Book Resources также посчитала, что дебютный выпуск «не соответствует ажиотажу, окружавшему его выход». Дэвид Пепос из Newsarama оценил первый выпуск в 4 балла из 10 и тоже написал, что он «не оправдывает хайпа». Джастин Патридж с того же портала дал дебюту оценку 5 из 10 и подчеркнул, что «Чарльз Соул достаточно хорошо справляется с работой, представляя новых Нелюдей», но отметил, что «неестественный диалог не позволяет комиксу стать типичным шедевром, который мы привыкли получать» от этого автора. Тони Герреро из Comic Vine вручил первому выпуску 3 звезды из 5 и писал, что «Нелюди слишком долго оставались в тени вселенной Marvel», обрадовавшись их развитию. Эндрю Штайнбейзер из ComicBook.com, обозревая спецвыпуск, посчитал, что он «достигает именно того, для чего предназначен: дать возможность новым авторам проявить себя с помощью крупнейших франшиз Marvel».